# Collegiata di San Giusto
La collegiata di San Giusto o San Giusto dei Maccabei (Collègiale de Saint-Just o Saint-Just-des-Macchabées in francese) è una chiesa di Lione situata al 41 di rue des Farges, a Lione, nell'omonimo quartiere Saint Just ubicato nel V arrondissement. La chiesa attuale è frutto della ricostruzione, di una delle chiese più antiche di Lione, la vecchia basilica di San Giusto, edificata sull'antica necropoli romana nei primi secoli dell'era Cristiana, e distrutta durante le guerre di religione. La chiesa è dedicata, al pari dell'antica basilica, ai sette Santi fratelli Maccabei e alla la loro madre, e a San Giusto, 13º vescovo della città nel IV secolo. La chiesa attuale risale al XVI secolo .

## Storia
L'attuale chiesa di Saint-Just è una rifondazione dell'antica basilica di Saint-Just extra muros, riedificata all'interno delle mura della città dopo la distruzione della vecchia basilica durante le guerre di religione. I due siti distano circa 200 metri l'uno dall'altro, offrendo uno dei rari esempi di chiese francesi ricostruite a così grande distanza dal sito originario.
Le ragioni di questo spostamento sembrano essere il desiderio di riparare l'edificio all'interno delle mura della città, essendo la vecchia basilica all'esterno delle mura in pericolo, in un contesto di guerre di religione. Inoltre un vecchio progetto del comune di Lione intendeva radere al suolo la vecchia chiesa per installare sul luogo una fortezza destinata alla difesa della città.
La sua costruzione iniziò nel 1565 e terminò nel 1663. La costruzione fu inizialmente rapida poiché i canonici di Saint-Just vi celebrarono la messa già nel Natale del 1565. Tuttavia essa rallentò per mancanza di fondi. La chiesa fu finalmente consacrata nel 1591 dall'arcivescovo di Épinac . La facciata fu ultimata solo nel XVIII secolo in stile neoclassico da Ferdinand Delamonce, su disegno di suo padre, Jean Delamonce, che la decorò con un'iscrizione che ricorda la dedica della precedente basilica: Machabaeis primo deinde sancto iusto (Prima ai Maccabei poi a San Giusto). Va infatti notato che l'antichissima e preesistente basilica era dedicata in origine ai sette fratelli Maccabei, eroi giudei del II secolo a.C., ai quali si affiancò il nome di San Giusto di Lione dopo che questi, morto in Egitto, ebbe le spoglie sue e di un suo disceplo traslati nel VI secolo d.C. La comunità ortodossa della Sainte Rencontre che utilizzava la sagrestia, ha lasciato il posto nel luglio 2014 per trasferirsi presso la chiesa Sainte Camille a Vaise .
La collegiata è stata dunque affidata dall'arcidiocesi di Lione alla Fraternità Sacerdotale San Pietro nel settembre del 2014. La comunità di fedeli della FSSP precedentemente ospitata nella Chiesa del Cuore Immacolato di Maria a Villeurbanne, distrutta nel 2016.

## Descrizione
La chiesa attuale è incastrata tra due edifici, ed arretrata rispetto alla strada di una quindicina di metri, creando così una piccola piazza. Un passaggio (non aperto al pubblico) a sinistra della facciata consente l'accesso al seminario universitario di Lione.

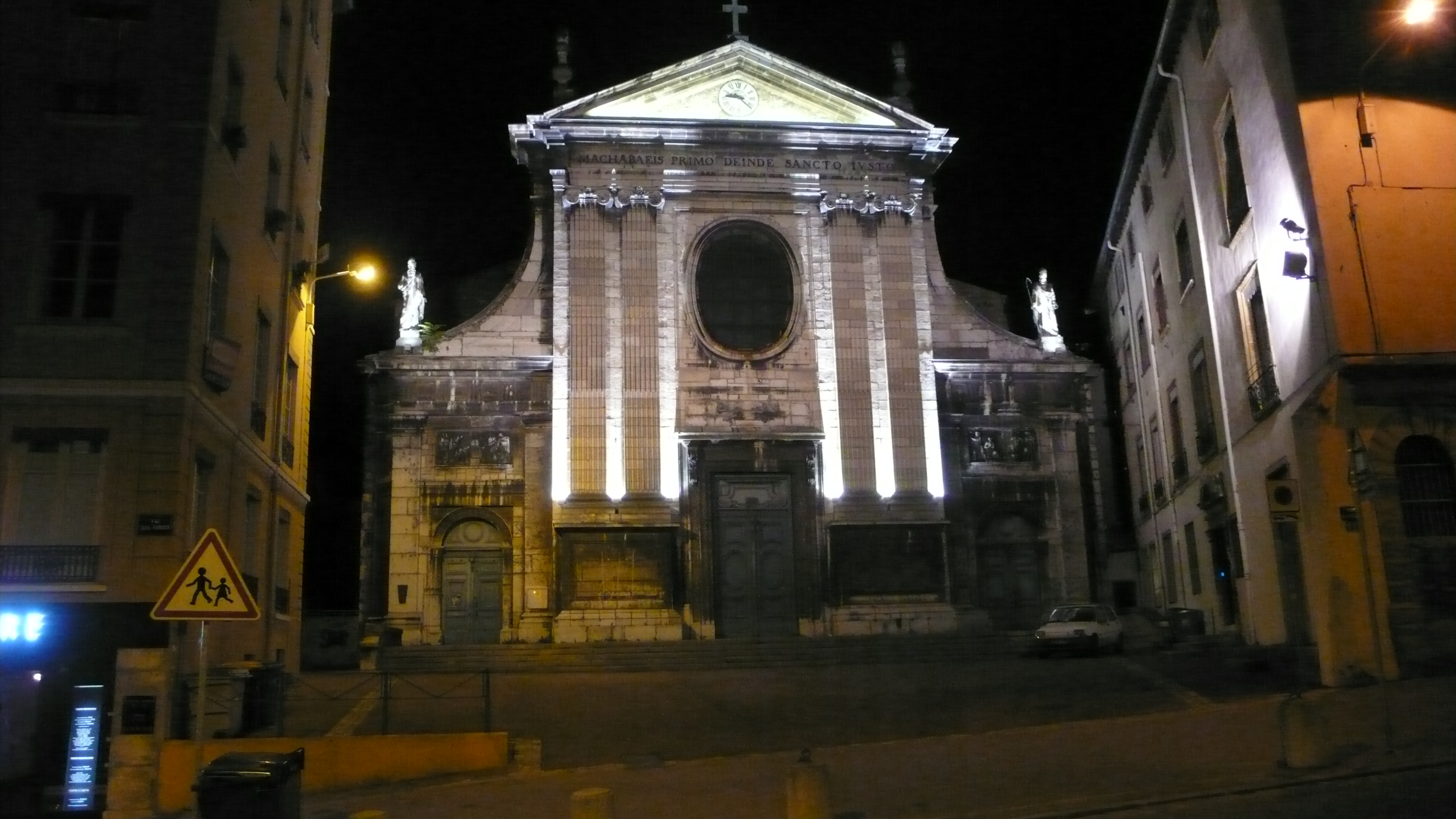
La chiesa di notte, inquadrata nella sua piazza

La chiesa fa parte della parrocchia di Saint-Irénée-Saint-Just le cui messe si svolgono solitamente nella chiesa di Saint-Irénée .

### Architettura

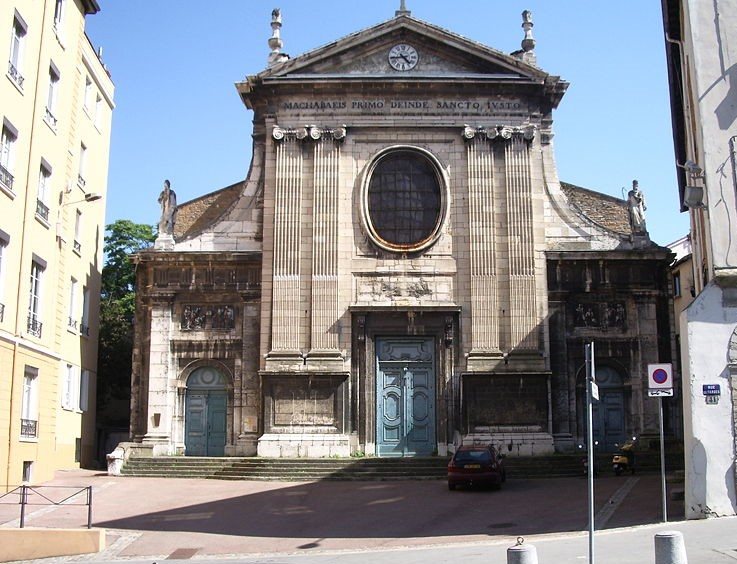
La chiesa di San Giusto.

La facciata è l'unica parte esterna dell'edificio a presentare un interesse artistico, visto che le altre pareti esteriori sono grezze, in pietre dorate senza alcuna scultura o ornamento. Progettato da Jean Delamonce nel 1704, la costruzione ne venne portata avanti da suo figlio Ferdinando venendo da lui completata nel 1711. Nel 1828, lo scultore Jean-François Legendre-Héral rifece le statue distrutte durante la Rivoluzione : a sinistra, guardando la facciata, la statua di San Giusto, sotto il bassorilievo della traslazione delle sue reliquie a Lione ; a destra, la statua di Sant'Ireneo, e in basso il bassorilievo del suo martirio.

### Interno e arredi

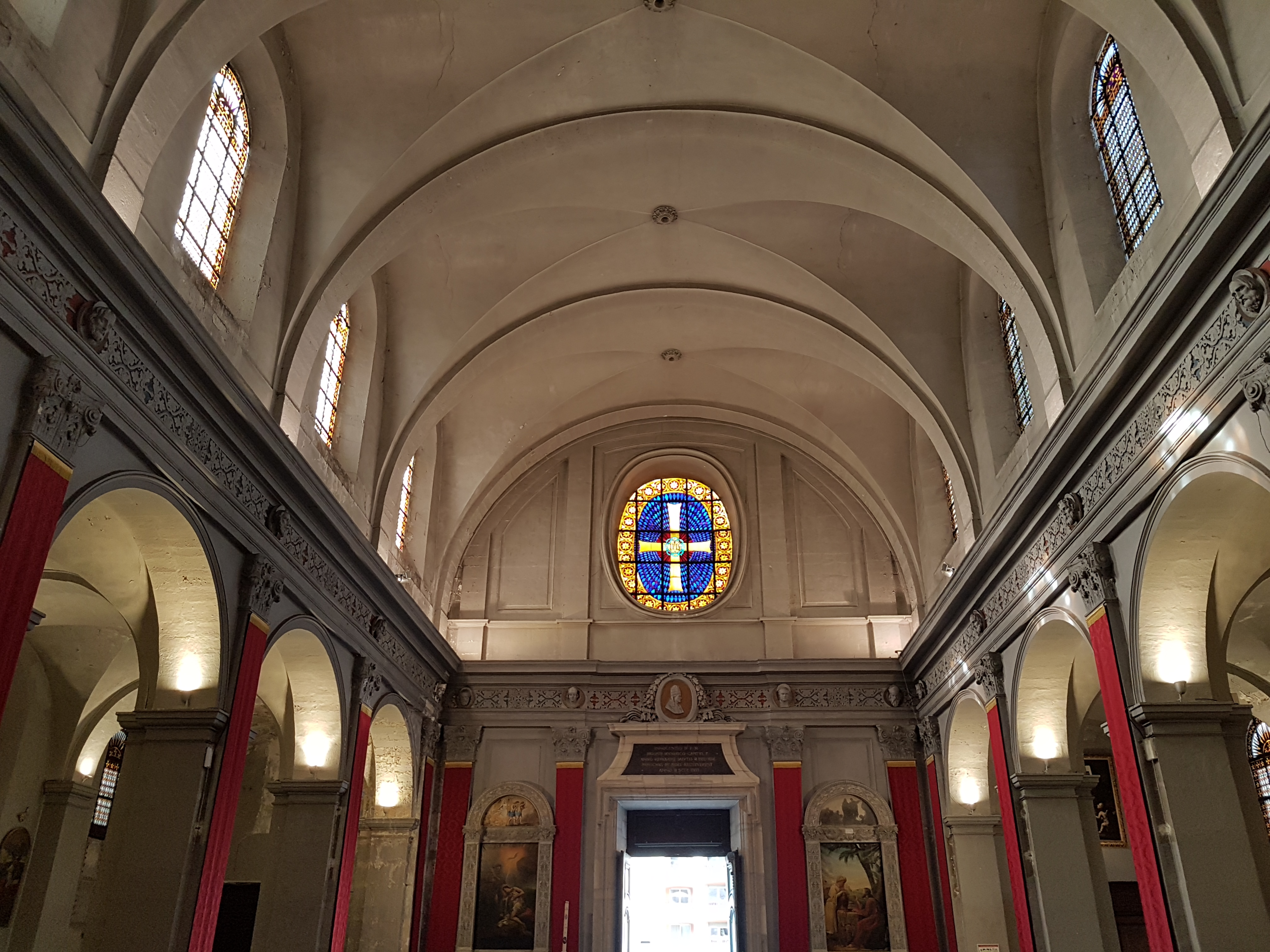
Interni

Nella chiesa troviamo stalli e un pulpito XVIII secolo e i ritratti dei vescovi di Lione sepolti nell'antica basilica di Saint-Just. La chiesa conserva inoltre nel coro una collezione di dipinti francesi del XVIII secolo, tra cui un'Annunciazione di Hyacinthe Collin de Vermont, una Natività di Hugues Taraval e un'Adorazione dei Magi di Bon Boullogne.

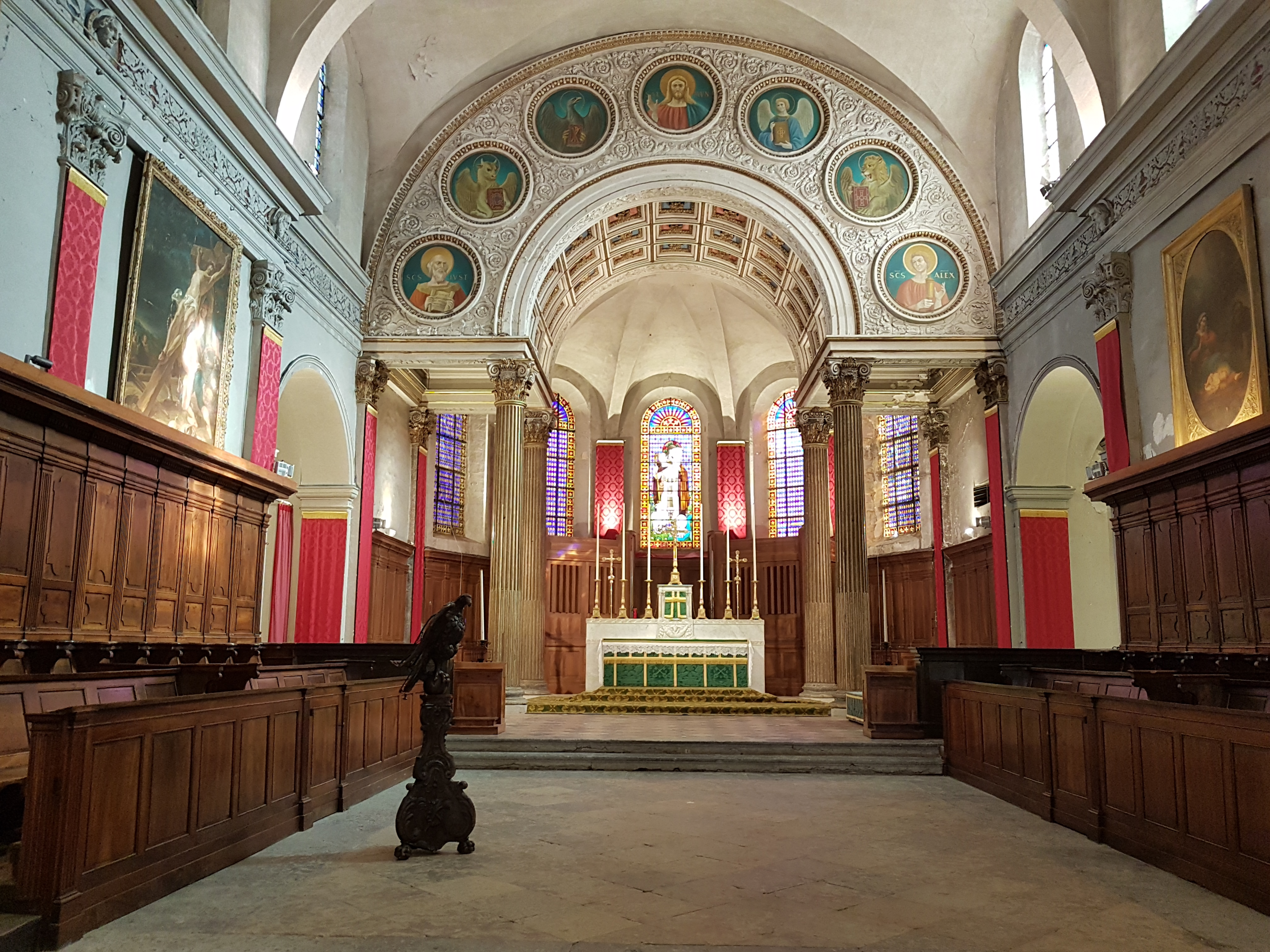
Altare maggiore, coro e abside

Le vetrate, che ripercorrono la vita di Saint Just e gli albori del cristianesimo a Lione, risalgono al XIX secolo.

Nel 1831 Pascal Gay costruì l'arco trionfale e l'altare maggiore. I medaglioni dell'arco trionfale furono mal restaurati negli anni '60, e rappresentano Cristo e i suoi testimoni. Da sinistra a destra: San Giusto, San Luca, San Giovanni, Cristo, San Matteo, San Marco e Sant'Alessandro.

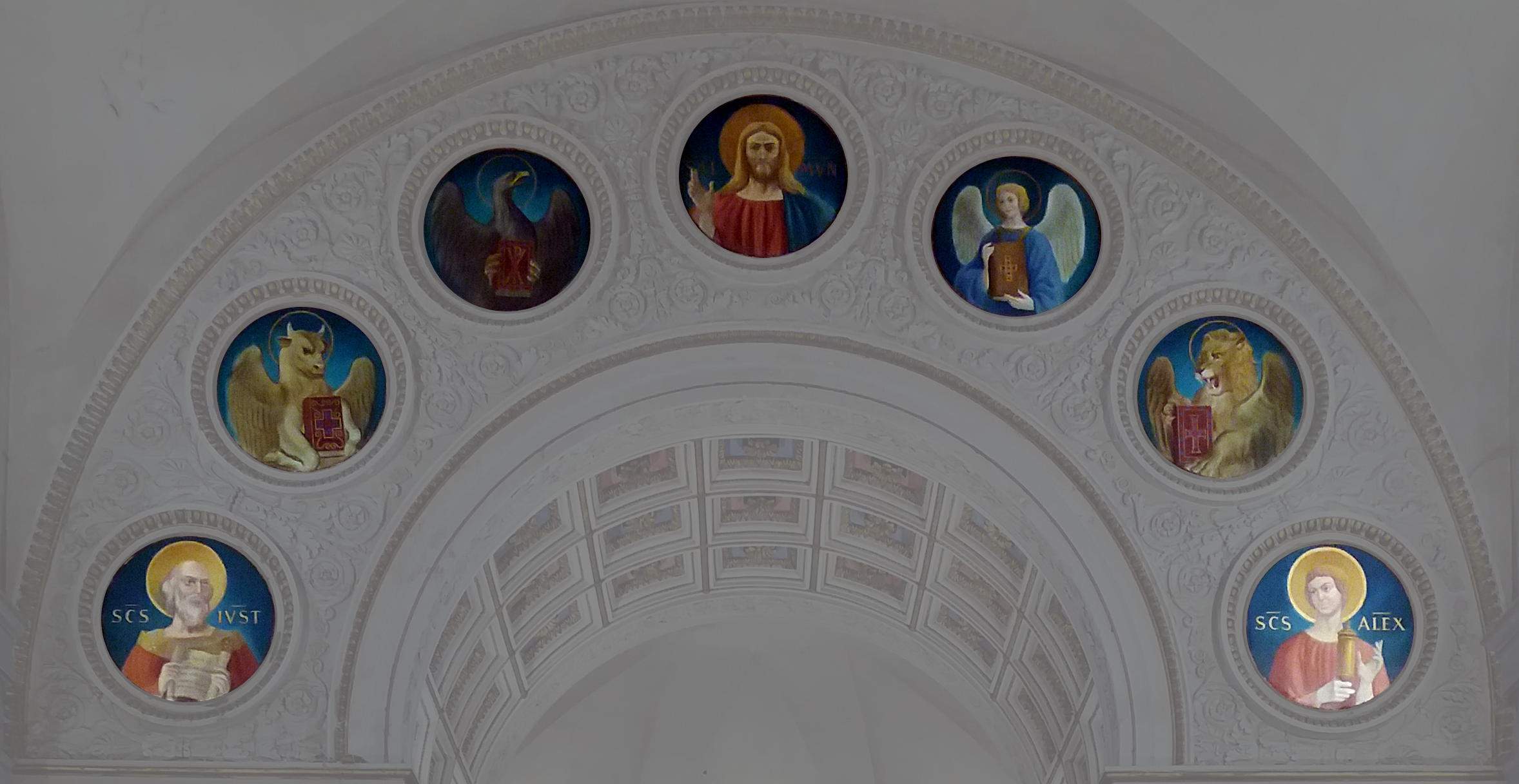
Dettaglio dei sette medaglioni dell'arco trionfale.

## Liturgia

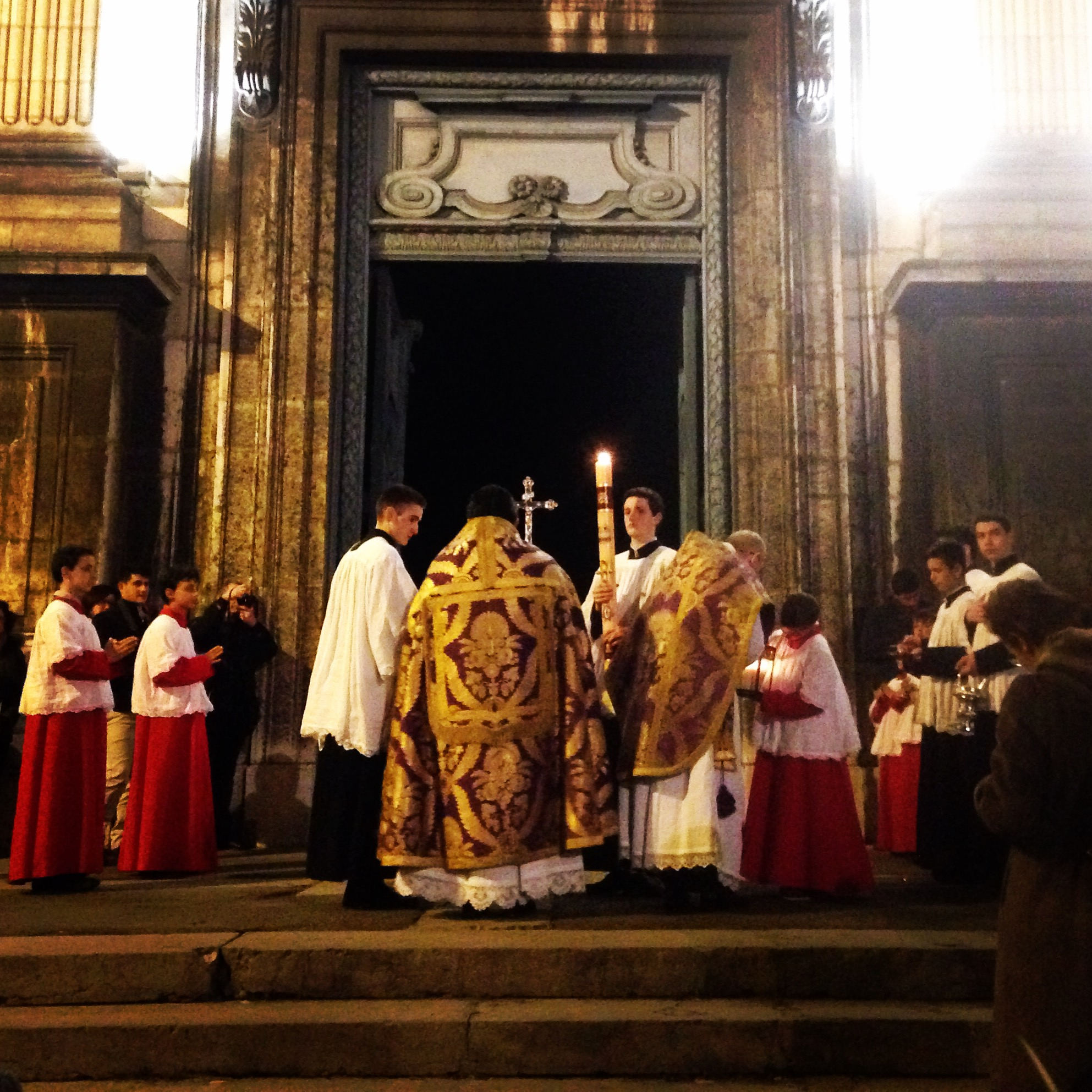
Sabato Santo nella liturgia della FSSP (rito straordinario).

La celebrazione degli uffici e dei sacramenti è in latino e si segue il rito tridentino. Dal 2 luglio 2017 la messa ogni domenica mattina, nei giorni di precetto e nelle festività proprie dell'arcidiocesi si celebra secondo l'antico rito lionese. La FSSP si fa così custode di un rito antico, praticato oggi solo in poche chiese della città (e nella Cattedrale primaziale di Lione). Durante la messa solenne un coro canta un canto gregoriano, con mottetti polifonici e inni tradizionali. Il grande organo, situato dietro l'altare maggiore, fu costruito nel 1921 da Merklin e Kuhn e viene udito in tutte le messe.